# Ministère du Travail et des Affaires sociales
Pour les articles homonymes, voir Ministère des Affaires sociales.
Le ministère du Travail et des Affaires sociales (en tchèque : Ministerstvo práce a sociálních věcí) est le département ministériel chargé de l'emploi, du travail, du dialogue social, de la protection sociale et de la politique familiale en Tchéquie.
Il est dirigé depuis le 17 décembre 2021 par le chrétien-démocrate Marian Jurečka.

## Liste des ministres
| Nom | Nom | Nom               | Mandat                                                          | Parti    | Gouvernement(s)       |
| --- | --- | ----------------- | --------------------------------------------------------------- | -------- | --------------------- |
|     |     | Ivan Kočárník     | 2 juillet 1992 - 8 novembre 1997 (5 ans, 4 mois et 6 jours)     | ODS      | Klaus I et II         |
|     |     | Stanislav Volák   | 8 novembre 1997 - 22 juillet 1998 (8 mois et 14 jours)          | ODS      | Tošovský              |
|     |     | Vladimír Špidla   | 22 juillet 1998 - 15 juillet 2002 (3 ans, 11 mois et 23 jours)  | ČSSD     | Zeman                 |
|     |     | Zdeněk Škromach   | 15 juillet 2002 - 4 septembre 2006 (4 ans, 1 mois et 20 jours)  | ČSSD     | Špidla Gross Paroubek |
|     |     | Petr Nečas        | 4 septembre 2006 - 8 mai 2009 (2 ans, 8 mois et 4 jours)        | ODS      | Topolánek I et II     |
|     |     | Petr Šimerka      | 8 mai 2009 - 13 juillet 2010 (1 an, 2 mois et 5 jours)          | Sans     | Fischer               |
|     |     | Jaromír Drábek    | 13 juillet 2010 - 31 octobre 2012 (2 ans, 3 mois et 18 jours)   | TOP 09   | Nečas                 |
|     |     | Ludmila Müllerová | 16 novembre 2012 - 10 juillet 2013 (7 mois et 24 jours)         | TOP 09   | Nečas                 |
|     |     | František Koníček | 10 juillet 2013 - 29 janvier 2014 (6 mois et 19 jours)          | Sans     | Rusnok                |
|     |     | Michaela Marksová | 29 janvier 2014 - 13 décembre 2017 (3 ans, 10 mois et 14 jours) | ČSSD     | Sobotka               |
|     |     | Jaroslava Němcová | 13 décembre 2017 - 27 juin 2018 (6 mois et 14 jours)            | ANO 2011 | Babiš I               |
|     |     | Petr Krčál        | 12 juillet – 30 juillet 2018 (18 jours)                         | ČSSD     | Babiš II              |
|     |     | Jana Maláčová     | 30 juillet 2018 – 17 décembre 2021 (3 ans, 4 mois et 17 jours)  | ČSSD     | Babiš II              |
|     |     | Marian Jurečka    | Depuis le 17 décembre 2021 (3 ans, 2 mois et 25 jours)          | KDU-ČSL  | Fiala                 |